# Selene orstedii
Selene orstedii är en fiskart som beskrevs av Lütken, 1880. Selene orstedii ingår i släktet Selene och familjen taggmakrillfiskar. IUCN kategoriserar arten globalt som livskraftig. Inga underarter finns listade i Catalogue of Life.